# Saint-Priest-la-Marche
Saint-Priest-la-Marche è un comune francese di 248 abitanti situato nel dipartimento del Cher, nella regione del Centro-Valle della Loira.
Il territorio comunale è bagnato dal fiume Indre.

## Società

### Evoluzione demografica
Abitanti censiti